# Velarifictorus angustus
Velarifictorus angustus är en insektsart som beskrevs av Sigfrid Ingrisch 1998. Velarifictorus angustus ingår i släktet Velarifictorus och familjen syrsor. Inga underarter finns listade i Catalogue of Life.